# Рупрехт I (Насау)
Рупрехт I фон Лауренбург (на немски: Ruprecht I von Laurenburg; * 1090; † пр. 13 май 1154) е от 1123 г. съ-граф на Лауренбург и граф на Насау.

## Живот
Той е най-възрастният син на граф Дудо-Хайнрих фон Лауренбург (1060 – 1123) и Анастасия фон Арнщайн (* ок. 1074), дъщеря на граф Лудвиг I фон Арнщайн († 1084).
Замъкът Лауренбург е споменат за пръв път в документ през 1093 г. Построен е вероятно от баща му граф Дудо-Хайнрих.
От 1120 до 1124 г. Рупрехт, заедно с по-малкия му брат Арнолд I фон Лауренбург († 1148), разширява замък Насау, построен от 1100 г. от баща му в епископията Вормс. Рупрехт започва да се нарича „граф на Насау“. Титлата е призната едва през 1159 г. след неговата смърт от архиепископа на Трир.
През 1124 г. Рупрехт става фогт на господството Вайлбург.

## Фамилия
Рупрехт I се жени преди 1135 г. за Беатрис от Лимбург (* 1105/1115; † сл. 12 юли 1164), дъщеря на Валрам III, херцог на Долна Лотарингия, и Юта/Юдит от Гелдерн, дъщеря на граф Герхард I от Гелдерн. Двамата имат децата:
- Рупрехт II († 1159), граф на Насау
- Валрам I († 1198), граф на Насау
- Арнолд II († 1158), граф на Насау
- Герхард фон Лауренбург († сл. 1158)
- Хайнрих I фон Насау († август 1167)